# Poraj (Poméranie)
Pour les articles homonymes, voir Poraj.
Poraj est une localité polonaise de la gmina rurale de Wicko située dans le powiat de Lębork en voïvodie de Poméranie. Elle se trouve à environ 16 km au nord de Lębork et 74 km au nord-ouest de la capitale régionale Gdańsk.

## Géographie

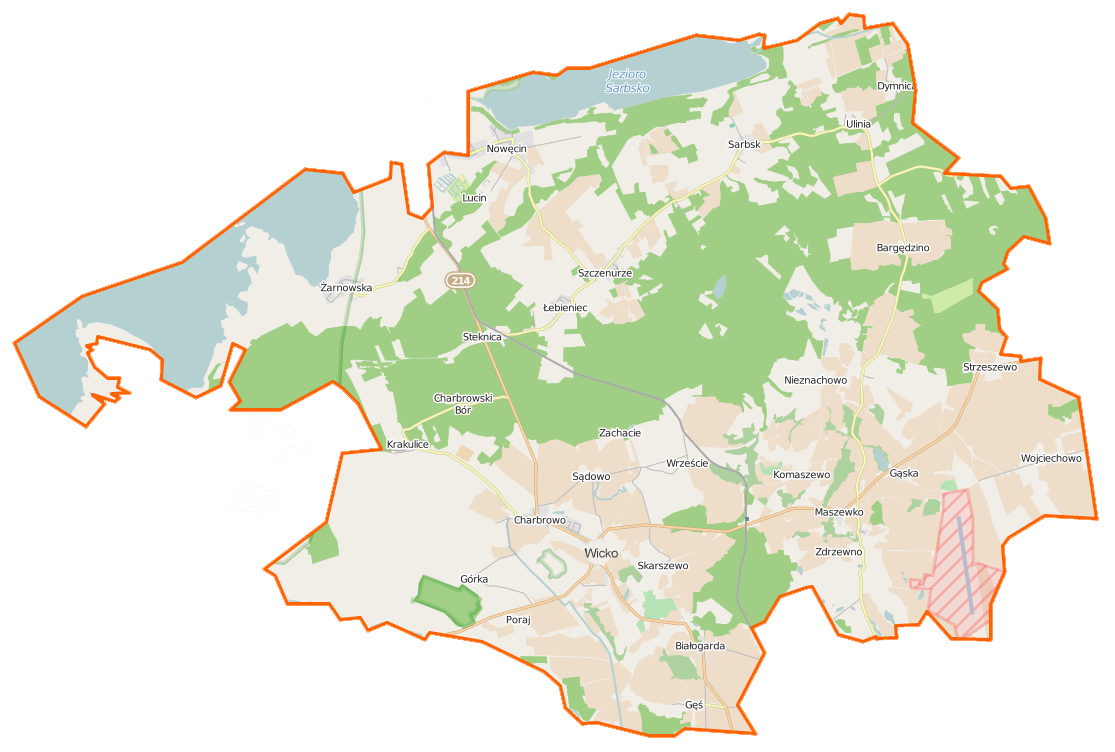
Carte de la gmina de Wicko.